# Tour de France 2017 – 6. etapa
Šestá etapa Tour de France 2017 se jela ve čtvrtek 6. července z Vesoulu do Troyes. Měřila 216 km. V etapě byly 2 horské prémie 4. kategorie. Ve spurtu zvítězil Marcel Kittel.

## Prémie
69. km  – Côte de Langres (4)
- 1. Perrig Quemeneur – 1

135. km  – Colombey-les-deux-Églises
- 1. Frederik Backaert – 20
- 2. Vegard Stake Laengen – 17
- 3. Perrig Quemeneur – 15
- 4. Arnaud Démare – 13
- 5. Michael Matthews – 11
- 6. André Greipel – 10
- 7. Sonny Colbrelli – 9
- 8. Alexander Kristoff – 8
- 9. Ben Swift – 7
- 10. Marcel Kittel – 6
- 11. Fabio Sabatini – 5
- 12. Jacopo Guarnieri – 4
- 13. Borut Božič – 3
- 14. Zdeněk Štybar – 2
- 15. Thomas de Gendt – 1

154. km  – Côte de la colline Sainte-Germaine (4)
- 1. Perrig Quemeneur – 1

## Pořadí

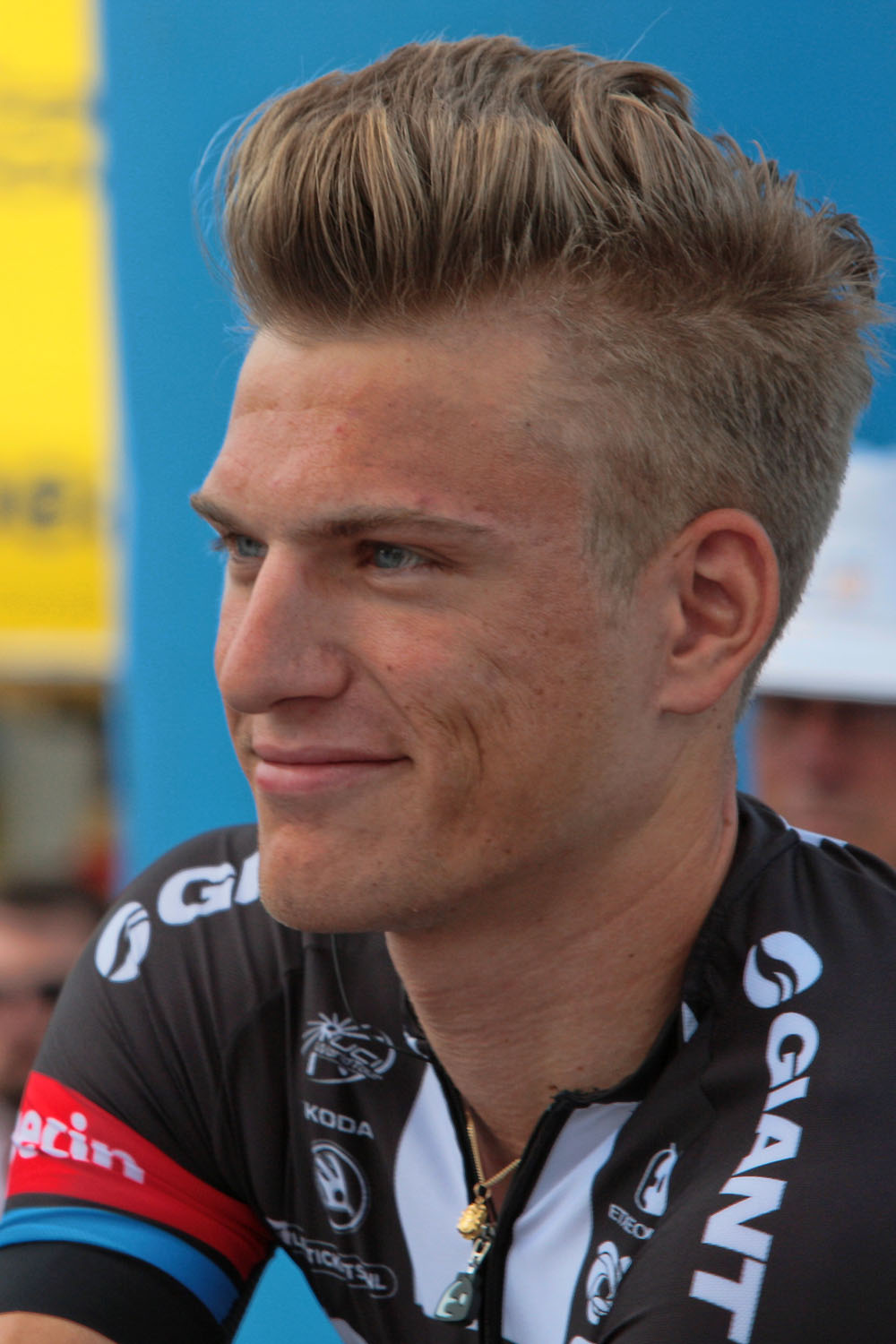
Marcel Kittel, vítěz etapy

| #    | Jméno              | Nár.               | Stáj              | Čas         |
| ---- | ------------------ | ------------------ | ----------------- | ----------- |
| 1.   | Marcel Kittel      | Německo            | Quick-Step Floors | 03h 44' 06" |
| 2.   | Arnaud Démare      | Francie            | FDJ               | + 0' 00"    |
| 3.   | André Greipel      | Německo            | Lotto Soudal      | + 0' 00"    |
| 4.   | Alexander Kristoff | Norsko             | Kaťuša            | + 0' 00"    |
| 5.   | Nacer Bouhanni     | Francie            | Cofidis           | + 0' 00"    |
| 6.   | Dylan Groenewegen  | Nizozemsko         | LottoNL           | + 0' 00"    |
| 7.   | Michael Matthews   | Austrálie          | Sunweb            | + 0' 00"    |
| 8.   | Daniel McLay       | Spojené království | Fortuneo-Oscaro   | + 0' 00"    |
| 9.   | Rüdiger Selig      | Německo            | Bora-Hansgrohe    | + 0' 00"    |
| 10.  | John Degenkolb     | Německo            | Trek-Segafredo    | + 0' 00"    |
|      |                    |                    |                   |             |
| 35.  | Roman Kreuziger    | Česko              | Orica-Scott       | + 0' 00"    |
| 115. | Zdeněk Štybar      | Česko              | Quick-Step Floors | + 0' 00"    |
| 132. | Ondřej Cink        | Česko              | Bahrain Merida    | + 0' 52"    |

## Trikoty

### Celkové pořadí

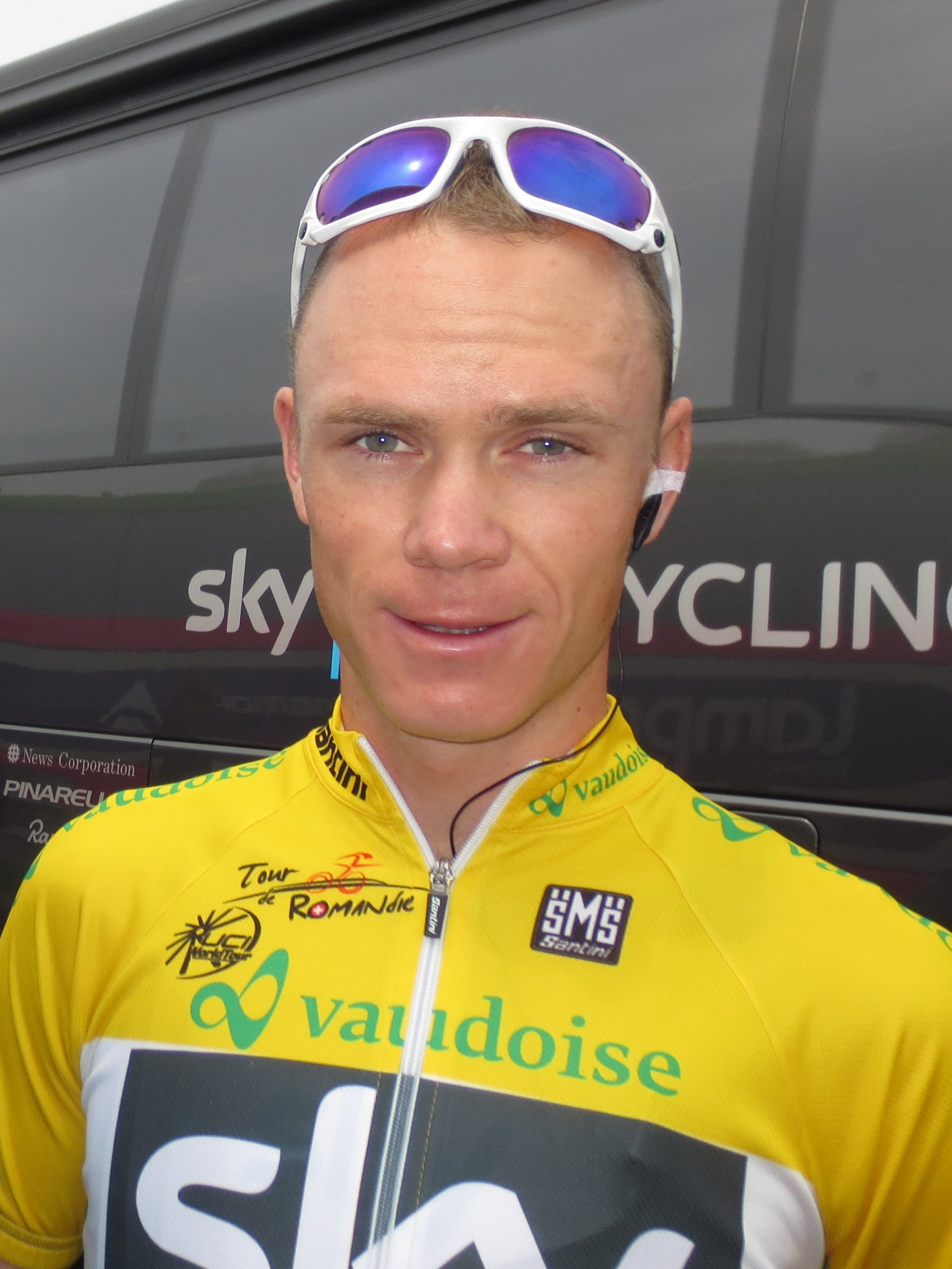
Chris Froome, lídr závodu

| #   | Jméno            | Nár.               | Stáj              | Čas         |
| --- | ---------------- | ------------------ | ----------------- | ----------- |
| 1.  | Chris Froome     | Spojené království | Sky               | 23h 44' 33" |
| 2.  | Geraint Thomas   | Spojené království | Sky               | + 0' 12"    |
| 3.  | Fabio Aru        | Itálie             | Astana            | + 0' 14"    |
| 4.  | Daniel Martin    | Irsko              | Quick-Step Floors | + 0' 25"    |
| 5.  | Richie Porte     | Austrálie          | BMC               | + 0' 39"    |
| 6.  | Simon Yates      | Spojené království | Orica-Scott       | + 0' 43"    |
| 7.  | Romain Bardet    | Francie            | AG2R              | + 0' 47"    |
| 8.  | Alberto Contador | Španělsko          | Trek-Segafredo    | + 0' 52"    |
| 9.  | Nairo Quintana   | Kolumbie           | Movistar          | + 0' 54"    |
| 10. | Rafał Majka      | Polsko             | Bora-Hansgrohe    | + 1' 01"    |
|     |                  |                    |                   |             |
| 28. | Roman Kreuziger  | Česko              | Orica-Scott       | + 2' 41"    |
| 45. | Ondřej Cink      | Česko              | Bahrain Merida    | + 5' 23"    |
| 74. | Zdeněk Štybar    | Česko              | Ouick-Step Floors | + 11' 33"   |

### Bodovací závod

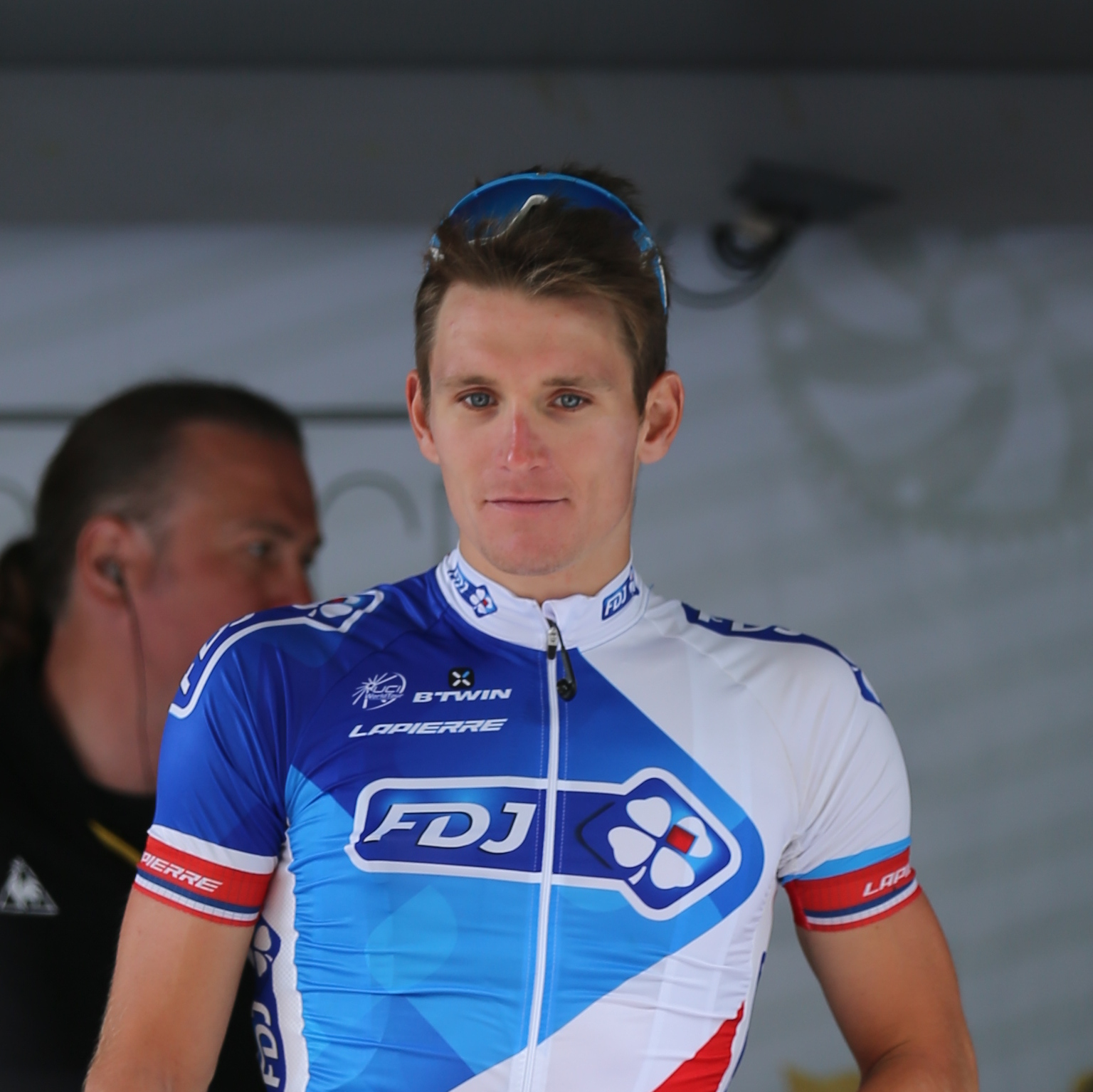
Arnaud Démare, lídr bodovacího závodu

| #   | Jméno              | Nár.               | Stáj              | Body |
| --- | ------------------ | ------------------ | ----------------- | ---- |
| 1.  | Arnaud Démare      | Francie            | FDJ               | 170  |
| 2.  | Marcel Kittel      | Německo            | Quick-Step Floors | 143  |
| 3.  | Michael Matthews   | Austrálie          | Sunweb            | 96   |
| 4.  | André Greipel      | Německo            | Lotto Soudal      | 93   |
| 5.  | Alexander Kristoff | Norsko             | Kaťuša            | 74   |
| 6.  | Sonny Colbrelli    | Itálie             | Bahrain-Merida    | 49   |
| 7.  | Daniel Martin      | Irsko              | Quick-Step Floors | 47   |
| 8.  | Nacer Bouhanni     | Francie            | Cofidis           | 44   |
| 9.  | Chris Froome       | Spojené království | Sky               | 41   |
| 10. | Ben Swift          | Spojené království | UAE               | 39   |
|     |                    |                    |                   |      |
| 54. | Zdeněk Štybar      | Česko              | Ouick-Step Floors | 9    |
|     |                    |                    |                   |      |
| —   | Roman Kreuziger    | Česko              | Orica-Scott       | 0    |
| —   | Ondřej Cink        | Česko              | Bahrain Merida    | 0    |

### Vrchařský závod

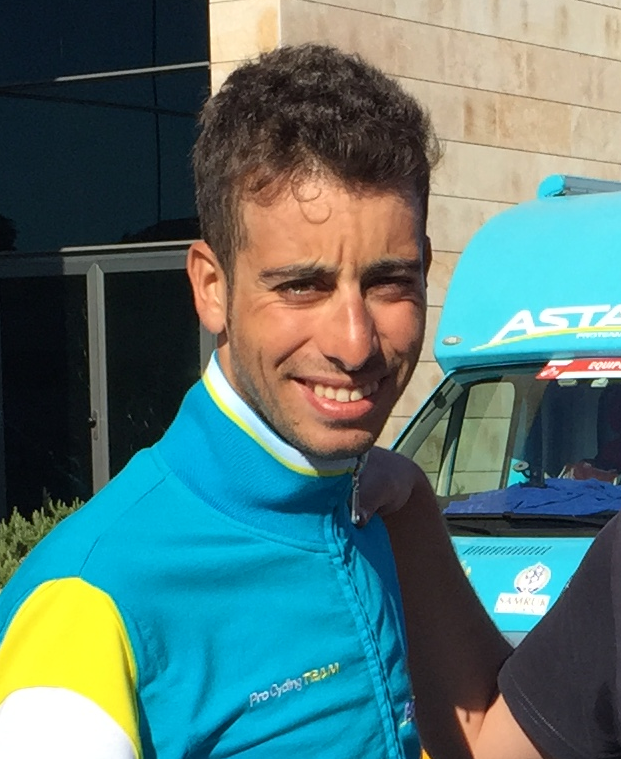
Fabio Aru, nejlepší vrchař

| #   | Jméno            | Nár.               | Stáj              | Body |
| --- | ---------------- | ------------------ | ----------------- | ---- |
| 1.  | Fabio Aru        | Itálie             | Astana            | 10   |
| 2.  | Daniel Martin    | Irsko              | Quick-Step Floors | 8    |
| 3.  | Chris Froome     | Spojené království | Sky               | 6    |
| 4.  | Richie Porte     | Austrálie          | BMC               | 4    |
| 5.  | Nathan Brown     | USA                | Cannondale        | 3    |
| 6.  | Jan Bakelants    | Belgie             | AG2R              | 2    |
| 7.  | Perrig Quemeneur | Francie            | Direct Energie    | 2    |
| 8.  | Taylor Phinney   | USA                | Cannondale        | 2    |
| 9.  | Nils Politt      | Německo            | Kaťuša            | 2    |
| 10. | Romain Bardet    | Francie            | AG2R              | 2    |
|     |                  |                    |                   |      |
| —   | Zdeněk Štybar    | Česko              | Ouick-Step Floors | 0    |
| —   | Roman Kreuziger  | Česko              | Orica-Scott       | 0    |
| —   | Ondřej Cink      | Česko              | Bahrain Merida    | 0    |

### Nejlepší mladý jezdec

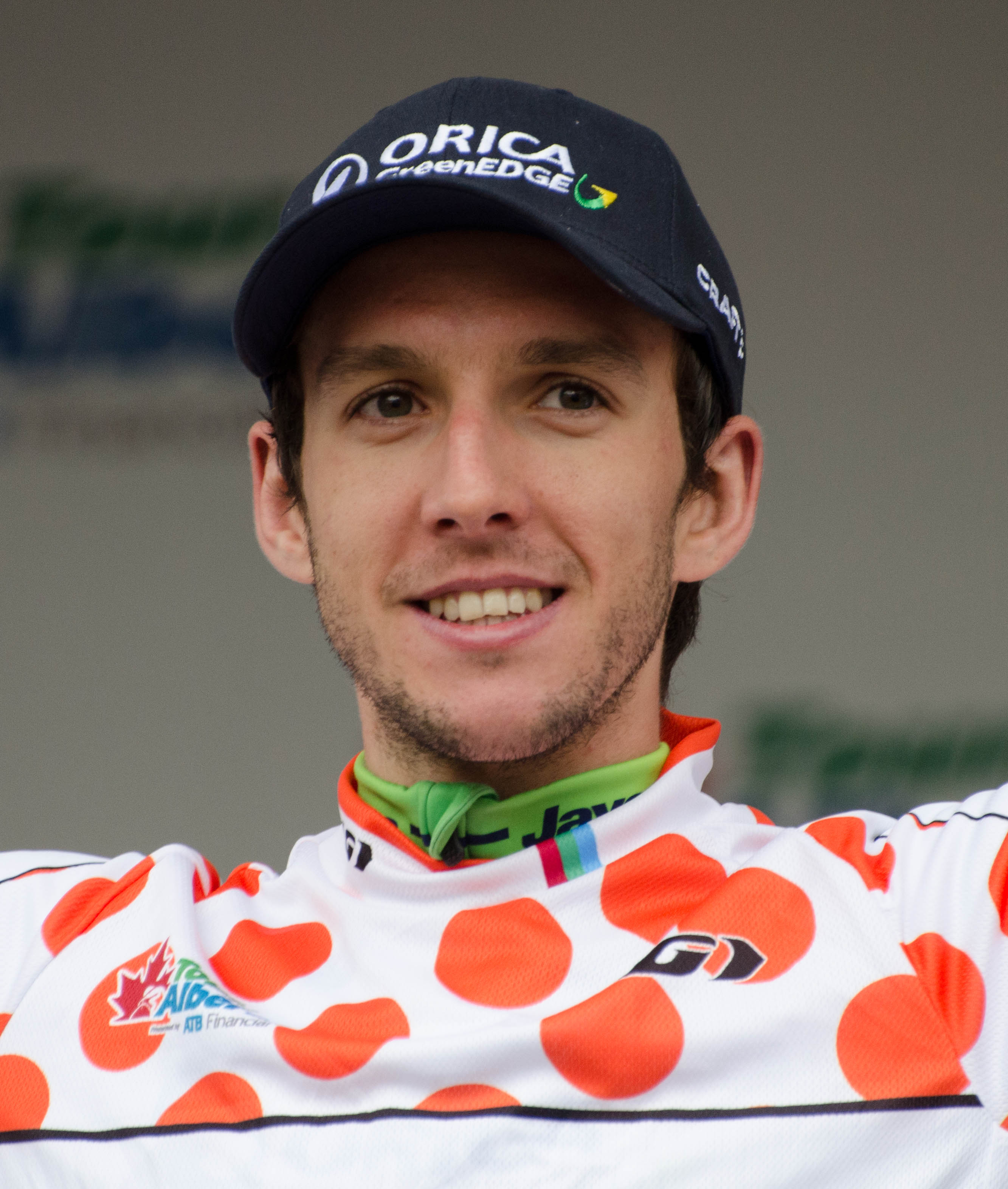
Simon Yates, nejlepší mladý jezdec

| #   | Jméno               | Nár.               | Stáj            | Čas         |
| --- | ------------------- | ------------------ | --------------- | ----------- |
| 1.  | Simon Yates         | Spojené království | Orica-Scott     | 18h 39' 42" |
| 2.  | Pierre-Roger Latour | Francie            | AG2R            | + 0' 24"    |
| 3.  | Louis Meintjes      | Jižní Afrika       | UAE             | + 0' 41"    |
| 4.  | Emanuel Buchmann    | Německo            | Bora-Hansgrohe  | + 0' 46"    |
| 5.  | Guillaume Martin    | Francie            | Wanty           | + 1' 44"    |
| 6.  | Tiesj Benoot        | Belgie             | Lotto Soudal    | + 1' 47"    |
| 7.  | Lilian Calmejane    | Francie            | Direct Energie  | + 3' 41"    |
| 8.  | Alexej Lucenko      | Kazachstán         | Astana          | + 4' 59"    |
| 9.  | Jay McCarthy        | Austrálie          | Bora-Hansgrohe  | + 7' 22"    |
| 10. | Elie Gesbert        | Francie            | Fortuneo-Oscaro | + 7' 29"    |

### Nejlepší tým
| #   | Stáj              | Čas         | Česko     |
| --- | ----------------- | ----------- | --------- |
| 1.  | Team Sky          | 71h 14' 41" |           |
| 2.  | BMC               | + 1' 59"    |           |
| 3.  | AG2R              | + 3' 21"    |           |
|     |                   |             |           |
| 5.  | Orica-Scott       | + 3' 58"    | Kreuziger |
| 13. | Bahrain Merida    | + 12' 03"   | Cink      |
| 14. | Quick-Step Floors | + 12' 12"   | Štybar    |

### Bojovník etapy

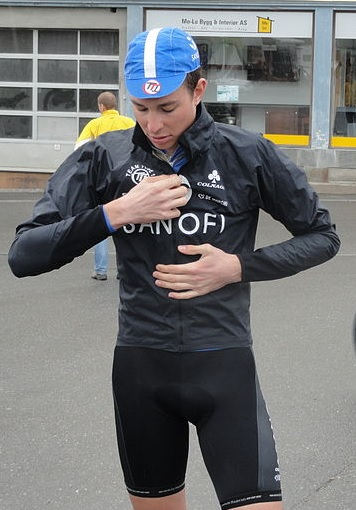
Vegard Stake Laengen, bojovník etapy

| Jméno                | Nár.   | Stáj |
| -------------------- | ------ | ---- |
| Vegard Stake Laengen | Norsko | UAE  |